# Bengt Jönsson (Oxenstierna)
Bengt Jönsson (Oxenstierna) (født omkring 1390, død 1450) var svensk rigsforstander 1448.
Han var rigsråd 1435, lagmand i Uppland 1439 eller 1440, ridder 1441, rigshovmester 1441-48 og rigsforstander januar-juni 1448, sammen med sin bror Nils Jönsson (Oxenstierna).
1. ↑  Navnet er anført på engelsk og stammer fra Wikidata hvor navnet endnu ikke findes på dansk.